# Imperfect
Imperfect é o segundo álbum da atriz e cantora folk americana Amy Jo Johnson, lançado no dia 1 de março de 2005.

## Descrição
Esse álbum de estilo "ao vivo" mostra todo o potencial vocal de Amy Jo Johnson. De forma acústica é apresentada a canção "Dancing In-Between" e ainda regravação da canção "Puddle of Grace", um de seus grandes hits. Outro destaque é a última faixa, que homenageia a atriz Julia Roberts. Todas as canções contidas no CD foram escritas pela própria Amy Jo Johnson, que além de cantar, tocou um dos violões utilizados na apresentação.

## Faixas
1. "Dancing In-Between" - 3:41
2. "Blue Butterfly Boy" - 4:32
3. "Puddle of Grace" - 2:55
4. "Self-Destruction" - 3:01
5. "Simple Man" - 3:46
6. "Idealistic Daydream" (Counting Sheep) - 4:07
7. "Panic" - 4:02
8. "Fairway" - 3:24
9. "Julia Roberts" - 2:53